# Vlastimil Suchý
Vlastimil Suchý (11. listopadu 1925 – ?) byl český hokejový brankář.

## Hokejová kariéra
V československé lize chytal za CHZ Litvínov. Nastoupil ve 2 ligových utkáních, v 1 utkání udržel čisté konto.

## Klubové statistiky
| 1955/1956 | Jiskra SZ Litvínov | 3. liga | - | - | - |
| 1956/1957 | Jiskra SZ Litvínov | 2. liga | - | - | - |
| 1957/1958 | Jiskra SZ Litvínov | 2. liga | - | - | - |
| 1958/1959 | Jiskra SZ Litvínov | 2. liga | - | - | - |
| 1959/1960 | Jiskra SZ Litvínov | 1. liga | 2 | - | - |